# Église Saint-Adelphe de Neuwiller-lès-Saverne
L'église Saint-Adelphe se situe dans la commune française de Neuwiller-lès-Saverne, dans le département du Bas-Rhin.
L'édifice fait l'objet d'un classement au titre des monuments historiques depuis 1862.
L'édifice fait l'objet d'une inscription au titre des monuments historiques depuis le 18 octobre 1989.

## Histoire

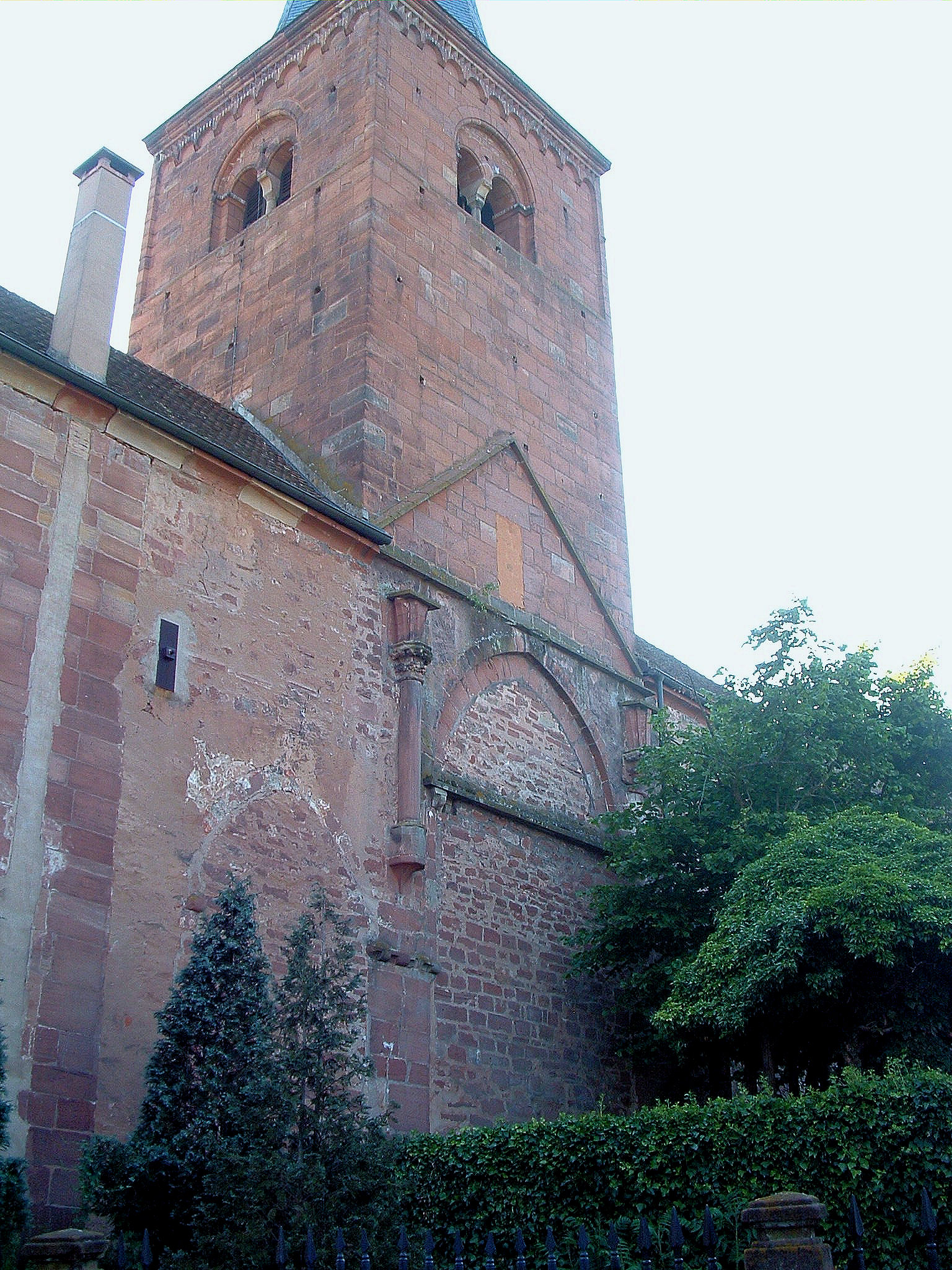
Clocher et vestiges du chœur

Vers 830, Drogon, évêque de Metz, envoie au monastère bénédictin Saints-Pierre-et-Paul de Neuwiller les reliques du 10e évêque de Metz, saint Adelphe, décédé en 410. Le don avait probablement pour but de rappeler que Neuwiller avait été fondé par un évêque de Metz, Sigebald. La légende attribuait à ces reliques de nombreux miracles.
L'afflux de pèlerins va nécessiter l'agrandissement de la chapelle initiale dédiée à Sain-Jean-Baptiste. La première mention de l'église date de 1147. L'église est alors fondée pour servir d'église paroissiale desservie par un chapitre de huit chanoines.
La reconstruction commence en 1190. Vers 1220, les reliques de saint Adelphe sont transférées dans la nouvelle église.
L'église va connaître plusieurs phases de modifications :
- allongement progressif de la nef vers l'ouest, qui est actuellement composée de cinq travées;
- développement du transept;
- mise en place de la châsse en bois de saint Adelphe au-dessus du reliquaire en pierre à la fin du XIIIe siècle;
- aménagement sous l'aile nord du transept et sous les maisons voisines d'une salle souterraine, peut-être un réfectoire pour les pèlerins. Le gisant de Louis de Lichtenberg y est placé en 1471.
- création de niches dans le croisillon nord du transept au début du XIVe siècle;
- reconstruction au XIVe siècle du chœur roman qui était composé de trois absides, par un chœur gothique imposant à trois nefs et trois travées avec une abside centrale. Cette reconstruction était probablement due à la volonté d'améliorer l'accès au reliquaire de saint Adelphe.

En 1431, la "Bürgerglocke", ou "Grosse cloche", coulée par Johann Grempp de Strasbourg est placée dans le clocher de l'église.
À la fin du XVe siècle, les tapisseries de la vie de saint Adelphe sont placées dans le chœur de l'église.
En 1529, l'évêque de Metz cède ses droits sur Neuwiller au comte de Hanau-Lichtenberg.
En 1545, le comte Philippe IV de Hanau-Lichtenberg introduit la réforme luthérienne sur ses territoires. Il va se heurter à l'opposition du chapitre pour permettre l'utilisation de l'église par les protestants. Ces derniers vont d'abord utiliser la chapelle Saint-Grégoire qui se trouvait dans la résidence du représentant du comte.
Le 7 mars 1562, l'église est envahie par les habitants et les chanoines doivent abandonner l'église pour le nouveau culte. En 1563, le comte doit rendre le transept et le chœur aux catholiques. L'église devient le premier simultaneum en Alsace.
Pendant la guerre de Trente Ans, le village subit les ravages dus aux troupes de passage. Cela ne simplifie pas les problèmes de cohabitation entre les communautés catholique et protestante. En 1633 le roi de France a installé une garnison à Neuwiller qui est placée sous sa protection.
Le 31 août 1683, la contestation entre les deux communautés concernant l'usage du transept est réglée par Louis XIV qui a été consulté lors de sa visite à Bouxwiller : les catholiques ont l'usage exclusif du transept et du chœur après la construction d'un mur de séparation avec la nef et l'ouverture d'une porte latérale dans le croisillon sud du transept. Les protestants gardent le droit de se servir des cloches, la "Bürgerglocke" reste commune aux deux communautés.
En 1800, l'église est rattachée à la paroisse protestante tandis que l'abbatiale devient la paroisse catholique. Après 1800, le transept a servi de remise aux pompes à incendie. Il est réuni à la nef en 1835.
La flèche du clocher a été démolie en 1819.
Le chœur gothique est vendu puis démoli en 1824. L'église est restaurée en 1845. Une cérémonie d'inauguration a lieu le 5 juillet 1846 (plaque commémorative en face de l'autel). Les travaux dirigés par l'architecte de l'arrondissement de Aloyse Vincent Maestlé ont compris :
- le percement d'une porte dans le croisillon nord du transept,
- la construction d'une tribune au fond de la nef pour recevoir le nouvel orgue construit par la manufacture Stiehr-Mockers de Seltz, mis en place le 27 novembre 1850;
- la reconstruction de la flèche du clocher;
- le rétablissement du couronnement des tourelles occidentales;
- la suppression des tribunes qui encombraient les bas-côtés.

En 1876, on donne aux contreforts du collatéral sud leur forme actuelle.

## Architecture

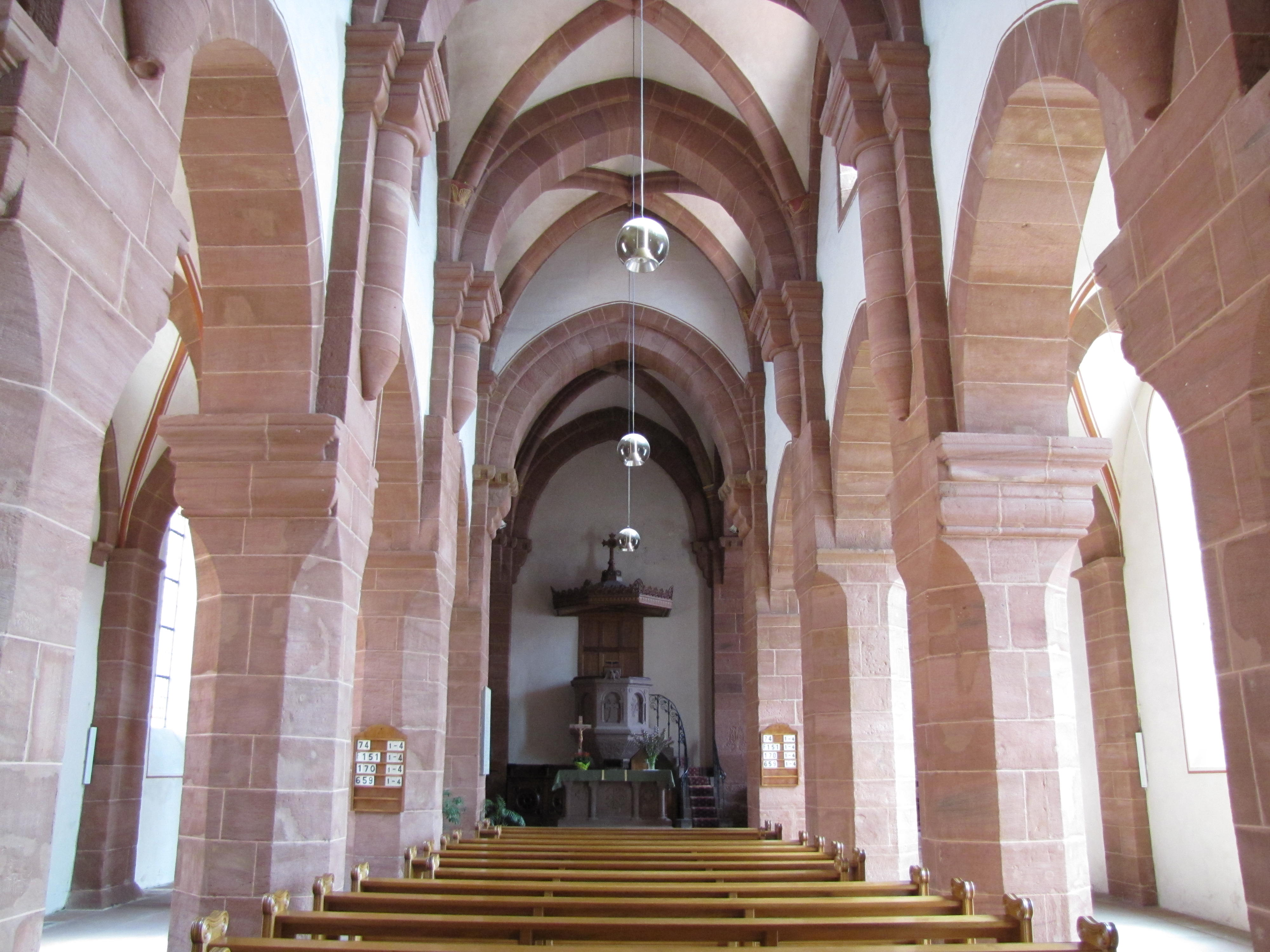
Vue intérieure de la nef vers le chœur.
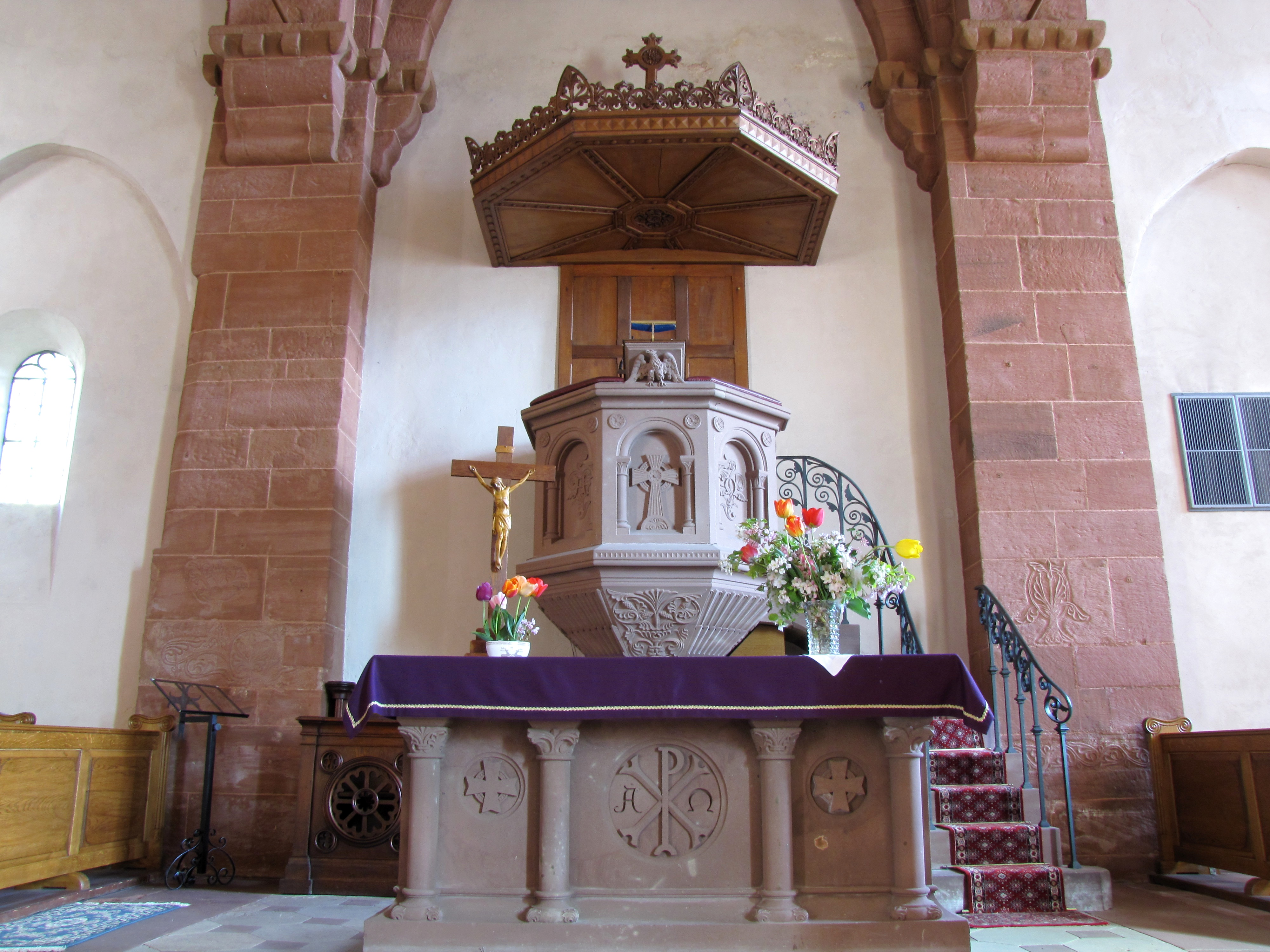
Chaire pastorale de 1889.
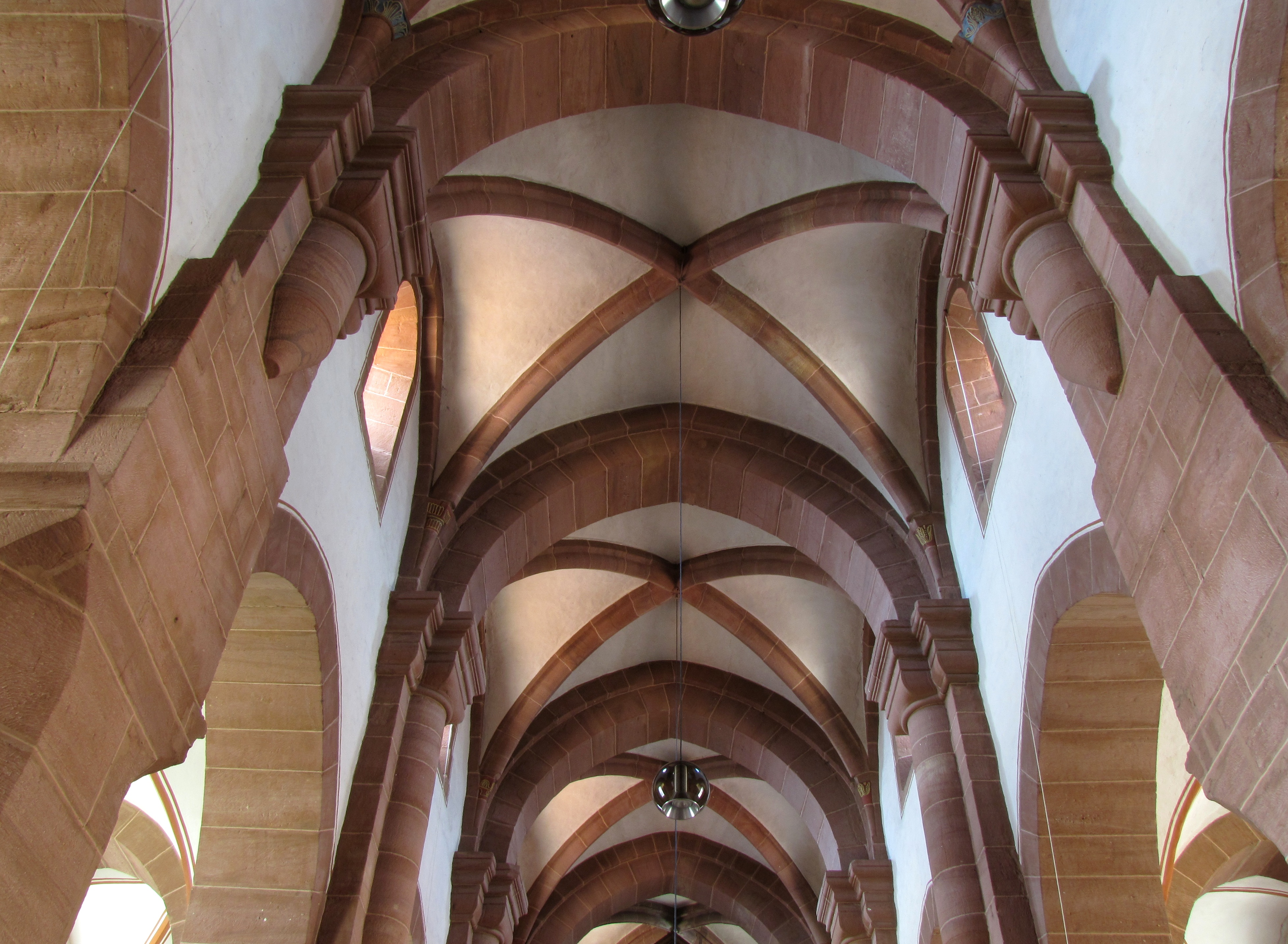
Élévation de la nef romane.
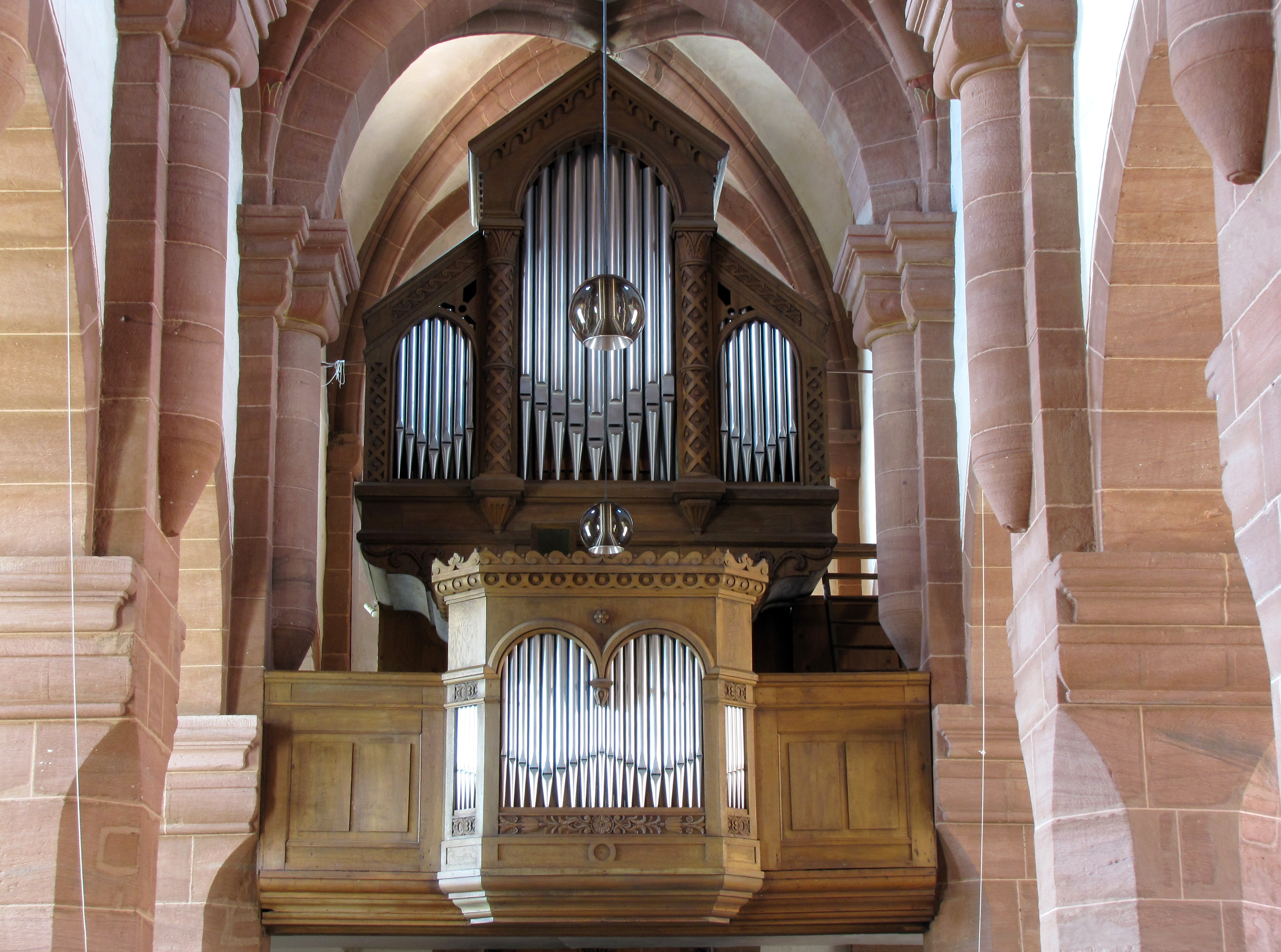
Orgue de tribune Stiehr-Mockers (1850).